# スクランブル・ウィザード
『スクランブル・ウィザード』（Scramble Wizards）は、すえばしけんによる日本のライトノベル。イラストはかぼちゃが担当。HJ文庫（ホビージャパン）より2008年7月から2010年7月まで刊行された。第2回ノベルジャパン大賞受賞作品（受賞時のタイトルは「Wizard's Fugue」）。

## あらすじ
椎葉十郎の姉・一花は総人口の中でもごく少人数しか存在しない魔法士の中でも、さらに稀少な複数の魔法回路を同時に発動する複数施呪（マルチ・キャスティング）の才能に恵まれていた。その才能により、魔法を悪用した犯罪を取り締まる内閣府特別対策局で特級特殊執行官の職に就いていた。一花は魔法士としては平凡な才能の十郎が自分と同じ特殊執行官を目指すことに強く反対するが、その直後に他の魔法士たちと共に中東へ派遣される。そして、内戦のさなかで搭乗していた飛行機が撃墜され、帰らぬ人となった。保護者であり、自分の目標でもあった一花を失った十郎は特殊執行官となり、特別対策局の一員となる。ところが、反魔法士主義を掲げるテロリストの鎮圧に失敗し事実上の懲罰人事により守ヶ丘初等育成校の教官へ転属させられる。

## 登場人物
椎葉 十郎（しいば じゅうろう）
主人公。姉・一花の乗った飛行機が中東で撃墜された後、かつて姉が所属していた内閣府特別対策局の一員となるが反魔法士主義を掲げるテロリストの鎮圧に失敗したことで事実上の懲罰人事として魔法士の才能を持つ小学生を集めた特別教育施設である守ヶ丘初等育成校の教官となる。当初は事実上の懲罰人事に対して不満を持ち、無難に任期を終えて現場へ戻りたいと思っていたが、雛咲月子との出会いにより少しずつ心境に変化が生じている。
一級特殊執行官ながら、魔法士の中でも卓越した存在であった姉とは比ぶべくも無いDランクの才能しか持ち合わせていないことに対して長年、コンプレックスを抱いていた。しかし、現在ではそれを逆手に取って他人が組んだ魔法回路を解除する「壊呪」を独学で発展させ、魔法士ランクで優位に立つ相手と互角以上にわたり合うまでになっている。その成果としてハムスターに似せた魔法回路集合体のゴマイチロー（黒）・フクジロー（白）の2匹を常に持ち歩いているが、この2匹の正体を知っているのはごく少人数である。
実力的にはかなり高く病み上がりの状態で姉、一花に勝負を挑み（一時的に）魔法と動きを封じることに成功するほど。
得意魔法は相手の魔法回路を壊す「壊呪」、相手の魔法をその場にあるマナ全てを吸収するまで魔法を食らい続ける「暴食鼠」。
雛咲 月子（ひなさき つきこ）
育成校年長組の委員長。代々、政治家を輩出している名家・雛咲家の令嬢。父・拓馬も例に漏れず与党の現職衆議院議員である。本人もそうした家系に生まれたことを常々、強く自覚しており人前では必要以上に「優等生」を演じようとしていたがその態度が演技であることを見抜いた十郎に非難を浴びせられ、号泣する。その後、可愛がっていた野良猫（後に「サバタロー」と命名）が重傷を負った際に十郎への見方が変わり、現在では寮を出てペットの飼える部屋へ引っ越すことともう一つの目標を胸に頑張っている。
素質判定は一巻の時点ではDからAの間をふらふらしているような状態だったが3巻の時点でAランクを超えると十郎に評されている上、一花と同じ複数施呪の能力を持っている。そのことに気付いているのは現在、十郎及び最部、能勢のみであり、十郎は月子を危険に晒すリスクを考慮した十郎の指示により人前では複数施呪の使用を禁じられている。
幼いながら経験で圧倒的に勝る一花と対等に渡り合い十郎が一花を倒す大きな手助けをするなど実力的には一流と言える。
能勢 和希（のせ かずき）
特別対策局所属の一級特殊執行官。同僚の十郎がテロリストの鎮圧に失敗した際に、爆発物を持ったまま逃走した犯人を惨殺したことで十郎と共に守ヶ丘初等育成校の教官へ転属を命じられる。常にぶっきらぼうな態度の十郎とは対照的に、温厚な第一印象の好青年。しかし、本性は戦い好きの戦闘狂であり本人曰く特別対策局の中でも「汚れ仕事」を任されている人間である。
見えない口で敵を噛み砕く魔法「大顎（おおあぎと）」を好んで使用する。
出雲井 信乃（いずもい しの）
年長組の主任教官。20代前半ながら魔法医療を専攻し、博士号を取得している才媛。いかなる時も規律を重視し、十郎と衝突することも多い。しかし、4巻の時点では少なくとも彼を教育者と認めているらしい。
嘉神 祐平（かがみ ゆうへい）
特殊執行官。中等育成校を卒業後に執行官となり、守ヶ丘初等育成校で生活指導を担当。十郎が守ヶ丘に赴任した当初は三級であったが、後に二級へ昇格している。
6年前に乗っていた列車が事故に遭い、現場へ駆け付けた信乃の治療を受け一命を取り留める。この事故で弟を亡くしたことを契機に魔法医療の道を志しており、恩人である信乃の下で医療を学んでいる。
最部 駿介（さいべ しゅんすけ）
育成校年長組の生徒。魔法士ランクがBであることを鼻にかけている一方、常に「優等生」であろうとする月子の態度を嫌っており遂には月子が可愛がっていた野良猫に「魔弾」で重傷を負わせるまでに至る。しかし、大祓の育成校占拠事件で自身が死と隣り合わせの恐怖を経験して以降は、以前ほどの問題行動は見られなくなっている。
卯滝 唯里（うたき ゆいり）
中等課程を履修中であるが、特別対策局への配属を希望している教育実習生。物怖じしない性格で、十郎との初対面に際して念入りに腕の感触を確かめためを始め若干、世間ずれした所がある。素質判定は優秀でありAランク。
石暮 陸人（いしぐれ りくと）
かつて特別対策局に所属していた特級特殊執行官。一花と共に中東で死亡したと思われていたが、日本へ帰国し「シグレ」のコードネームで大祓に入隊。守ヶ丘初等育成校の襲撃・占拠計画に参加。投降の直前に、十郎に対して5年前の魔法士派遣と飛行機撃墜事件の真相を打ち明ける。超一流の魔法士であり世界でも数少ない「糸車」という魔法を封じる魔法の使い手でもある。
氷見谷 晃（ひみや こう）
米国に本社を置く巨大民間軍事会社であるプロジェクト・マクスウェル（PM）社の警備サービス部員。名前は偽名であり、過去に特級特殊執行官を務めていたらしいがその詳細は謎に包まれている。民間企業は魔法士を雇用することが禁じられているが、氷見谷はヘッドハンターとして「訳あり」の魔法士をPM社に引き込んでいる。
5年前に行方不明となった魔法士の中では最年少でありその中で唯一、一花に対し距離を置かなかった人物であり、行方を眩ました後もずっと一花に付き添っていた。
得意とする魔法は魔法により剣を作り出す「霜刃」、大量の刃で敵を貫く「千刃」。
アーネスト・ドレイク
元米国軍人。日本の米軍基地に配属されていた経験を持ち、現地で結婚した女性との間に子供が出来たものの身に覚えの無い横領容疑を懸けられたことが原因で軍を脱走。逃亡生活中にPM社の勧誘を受け、偽名を得てPM社の傭兵となっていた。しかし、妻が交通事故で亡くなったことを知り遺児に会うため危険を冒して来日。山道を逃走中に守ヶ丘初等育成校年長組のキャンプと遭遇する。
得意魔法は己の身体能力を強化する「瞬動」、巨大な槍を作り出す「龍槍撃」。
椎葉一花
元特別対策局所属の執行官であり十郎の姉。世界に類を見ないほどの天才であり十代で特急特殊執行官の地位を得、第一線で働いていた。中東で死亡したと世間的には発表されていたが実際には生存し現在氷見谷と行動を共にしている。
狂気に突き動かされているように十郎を重態に追い込み、その後も「恨み」により政府上層部の人間を殺したが、その行為は深い罪悪感をマクスウェルに歪められた結果であり本来は上層部の命令により殺人をしたことを悔いていた。また世界的に珍しい複数施呪能力者でもある。
「魔弾」「霹靂火」「大顎」「霜刃」「千刃」など近・中・遠距離を問わず多彩な攻撃魔法を身につけており基本的な魔法技能の高さと「複数施呪能力」の力により作中でも最強クラスの力を持つ。
九曜晶
一花とともに殉職したとされる元特級特殊執行官。優秀な医療魔法士であり戦闘魔法士でもある。
大祓に雇われ仕事を請け負うが能勢に敗北。その後はテロ組織の幹部マキヤと行動を共にする。また、出雲井とは同門でもある。
得意魔法は医療魔術全般及び並の「障壁」を貫通する威力を持つ弓矢「鬼遺らい」。
名坂千早
一花とともに殉職したとされる元特級特殊執行官。
Bランクの下と素質判定は平凡だが遠距離のマナを操る技術に長けており、魔法も遠距離の状況を把握する「千里眼」、超遠距離から正確に相手の急所を貫く弓「千里箭」など遠距離戦闘に特化している。
現在は月子の祖父、雛咲伊蔵の下で秘書（本来は問題が起きた時の懐刀）として勤めている。勤務の理由は「命令される以外の生き方を知らないから」らしい。

## 用語
魔法士
大気中にある魔力素子を感じ取りそれにより「回路」をつくり魔法を発動させる者。
作中における魔法を使える人間は全員魔法士である。素質によってA B C D Eにランク分けされており、Eは「魔力素子が感じ取れるのみ」で魔法は使えず、それ以上は「より高速　高度に魔法が使える人間」となる。
また、この能力とは別に「複数施呪」能力というものも存在する。
魔力素子（マナ）
魔法士のみが認識でき操る事ができる物質「回路」を作る事によって魔法が発動する。
作中では魔力素子という単語はあまり使われず主にマナという呼称のほうが多用される。
魔法回路
魔法士が魔力素子によって作り上げた、円中に複雑な模様が描かれている物質（他作品でいう魔法陣、魔法円）
使う魔法によりパターンは数百とも数千ともいわれる。魔法士以外には認識不能。
複数施呪能力（マルチキャスター）
通常複数同時に展開できない魔法を例外的に2つ以上行使できる能力。
通常の魔法士であっても一つの魔法に付加式というものを付け複数同時展開はできるが、完全並列で魔法を複数発動できるのは複数施呪能力者だけである。 魔法回路を何十個も同時に展開する。敵対する魔法百数十個を同時に破壊するなど普通の魔法士では考えられないほどの強力な魔法を展開できるが、世界的に希少な能力者であり物語中でも月子と一花の2人しか登場していない。
施呪（キャスティング）
魔法回路を作り魔法を発動させる事。
素質判定のランクが高いほど短時間で強力な魔法を施呪できる。
壊呪（ディスペル）
施呪とは逆に魔法回路を壊し魔法の発動などを止める技術。
魔法を発動する前に止める事ができる強力な技術ではあるが、「相手の魔法が発動するより早く実行しなければならない」「有効射程が狭い」「失敗した場合無抵抗で相手の魔法を食らう」などリスクも大きい。また、相手の魔法回路の構成を完璧に頭に叩き込んでおかねばならず必然的に学ぶのにも時間がかかる。しかし、他の技術とは違い「素質判定のランクによってスピードに差が出ない」ため低ランクの者でも努力を要すれば結果が出せる技術である。（作中での「壊呪使い」は十郎のみであり技術の応用などもほぼ彼一人でなしえたものである）

## 既刊一覧
- すえばしけん（著） / かぼちゃ（イラスト） 『スクランブル・ウィザード』 ホビージャパン〈HJ文庫〉、全7巻
  1. 2008年7月1日初版発行（同日発売[2]）、ISBN 978-4-89425-729-0
  2. 2008年11月1日初版発行（同日発売[2]）、ISBN 978-4-89425-768-9
  3. 2009年3月1日初版発行（同日発売[2]）、ISBN 978-4-89425-829-7
  4. 2009年7月1日初版発行（同日発売[2]）、ISBN 978-4-89425-899-0
  5. 2009年11月1日初版発行（同日発売[2]）、ISBN 978-4-89425-955-3
  6. 2010年3月1日初版発行（同日発売[2]）、ISBN 978-4-7986-0005-5
  7. 2010年7月1日初版発行（同日発売[2]）、ISBN 978-4-7986-0079-6